# Choice of Games
Choice of Games是美国加利福尼亚州的游戏开发商，主要开发互动式小说。公司于2009年成立，创办人为Dan Fabulich和Adam Strong-Morse。
他们使用自创的ChoiceScript编程语言开发游戏，这一语言可用较少变量编写多选择肢式游戏。
公司以制作视障人士可以游玩的游戏而闻名。公司游戏还因多样化的性别描绘与性行为而受到赞扬。